# Mitrella multilineata
Mitrella multilineata är en snäckart som först beskrevs av Dall 1889.  Mitrella multilineata ingår i släktet Mitrella och familjen Columbellidae. Inga underarter finns listade i Catalogue of Life.